# 引両紋
引両紋（ひきりょうもん）は、引両を図案化した日本の家紋である。単数から複数の平行線を描いたもので、室町幕府を開いた足利氏使用の「丸に二つ引（足利二つ引）」は将軍家の権威の象徴ともなった。室町時代に編纂された『見聞諸家紋』（写本が現存）には、朝廷から下賜された五七桐と並べて足利将軍家の紋として掲載されている。

## 由来

八卦の乾（けん）

陣幕や楯、母衣に描かれ、文献上では『平家物語』に登場する「二つ引両のほろ（母衣）」が初見とされる。「引両」という言葉は、平安時代から見られるようになるが、何であるかについては本陣での陣幕を文様化したものなど説が多く、わかっていない。
新井白石は、平行に縫い合わされた5段の陣幕の偶数目（2段と4段）を黒く染めたものを二つ引両であるとしている。沼田頼輔は、八卦の乾の横一つ線を潜龍などということから、「両」の字は「龍」を表すと解釈している。引両紋には、「大中黒」とも呼ばれる「新田一つ引」が含まれているが、『塵添壒嚢鈔（じんてんあいのうしょう）』では、大中黒ら「中黒」と「引両」を区別して記している。中黒とは矢羽の模様のことで、「大中黒」とはその模様の一種である。三浦氏の「三浦三つ引」は「中白」ともいう。

## 図案
※ 横引きのものと縦引きのものが多く、斜め引きのものもある。1本から7本が描かれ、外郭のないものと丸や角などの枠の内におさめた形状がある。

### 一つ引
1本の引両を描いたもの。変種に大中黒とよばれる新田氏宗家（新田義兼の子孫）が用いたものがある。なお新田氏庶子家（里見氏・山名氏・徳川氏・額戸氏）はおもに二引両を用いていた。新田氏は源義国の子孫なので大きくみれば足利氏一門ともいえる。

新田一つ引（大中黒）
太田市章。新田氏の旗印をベースに、「おおた」の文字を入れた一つ引[2]。
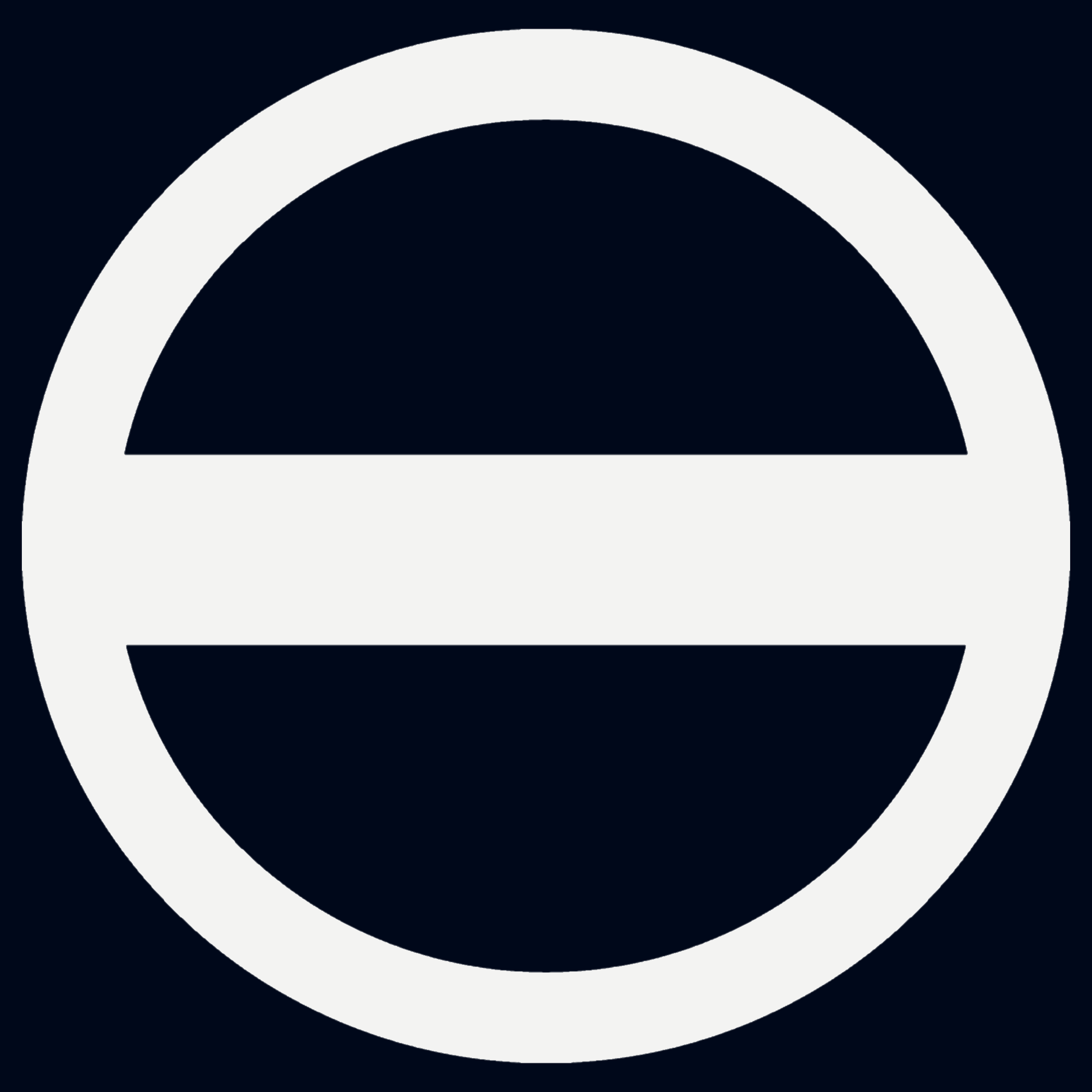
丸 に 一つ引き
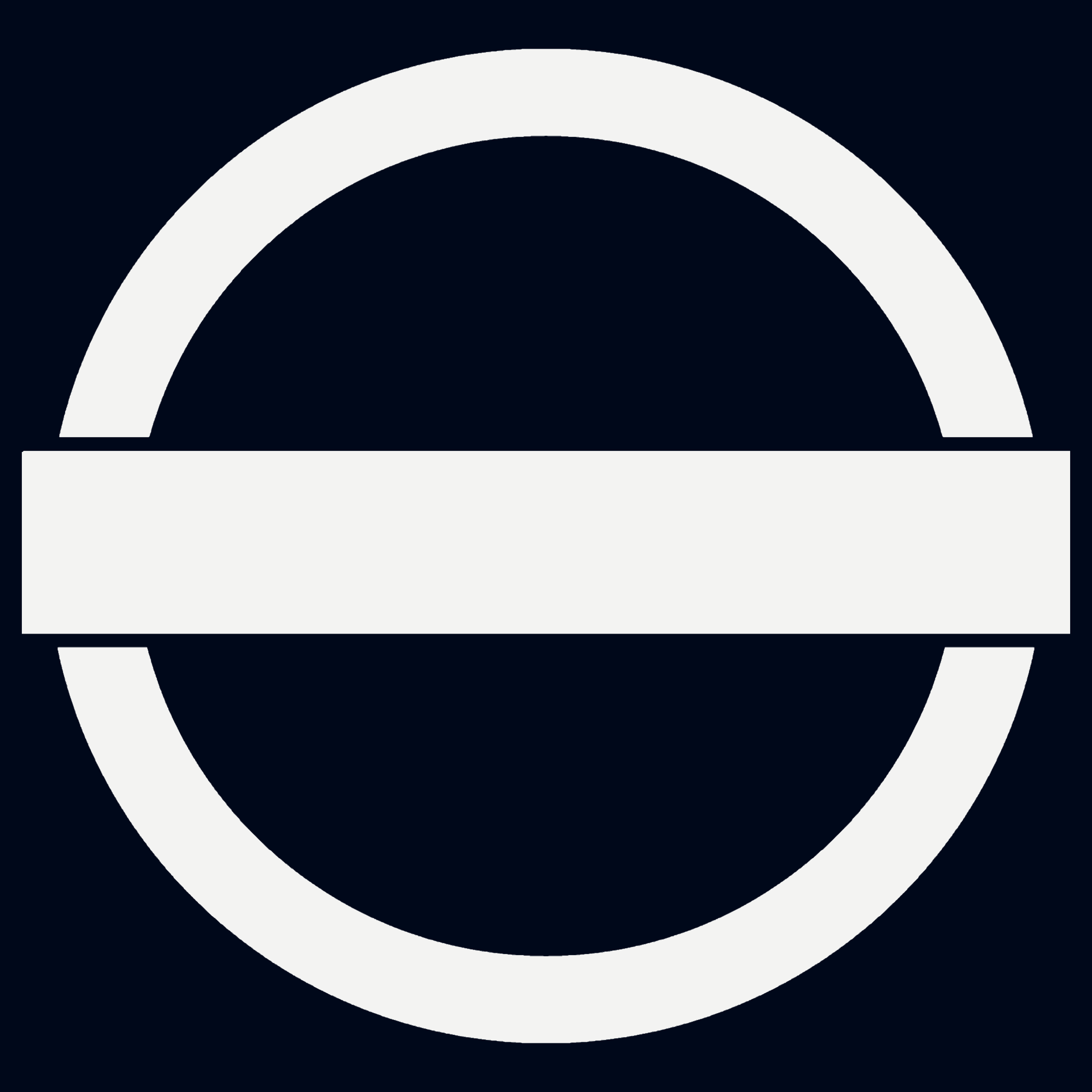
丸 に 出一つ引き
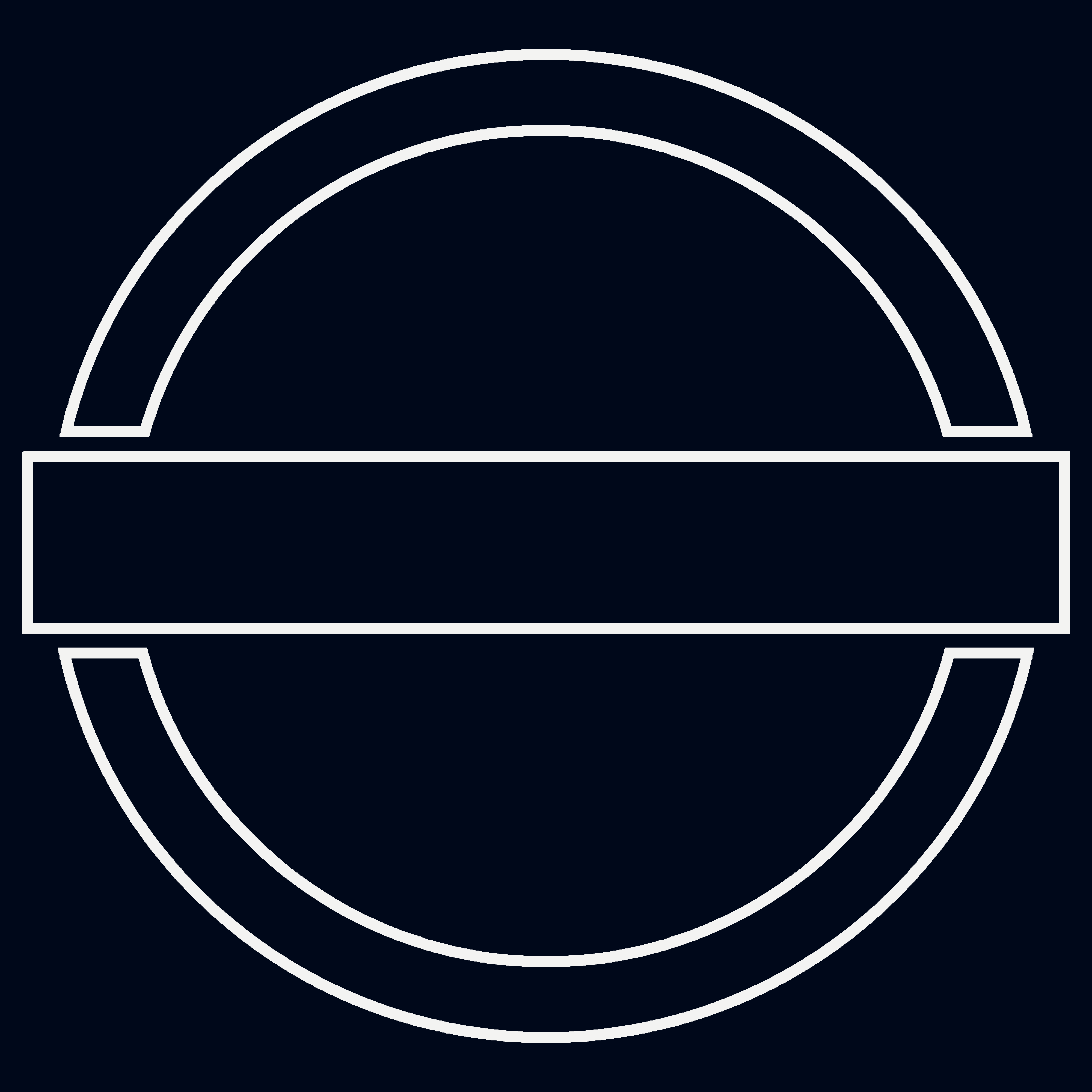
陰丸 に 出一つ引き

### 二つ引
2本の引両を描いたもの。「揃い二つ引」は『見聞諸家紋』の足利将軍家や将軍家庶流の三渕氏、足利氏一門の家紋として掲載されている。「丸に - 」と「丸の内に - 」の違いは、引両と丸輪が一体化しているか否かの違いである。七つ割りとは、丸輪外輪郭直径の7分割した点を基準に描いたものである。そのため、丸輪と引両の太さは等しい。各家それぞれで微妙な違いがみうけられる。

揃い二つ引（二引両）
足利二つ引
丸の内 に 二つ引
丸 に 二つ引
七つ割り丸 に 二つ引（七つ割り二引両）
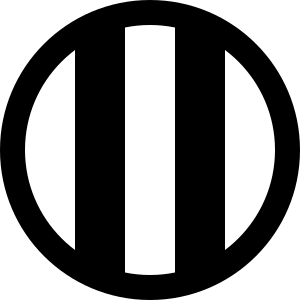
丸 に 竪二つ引き
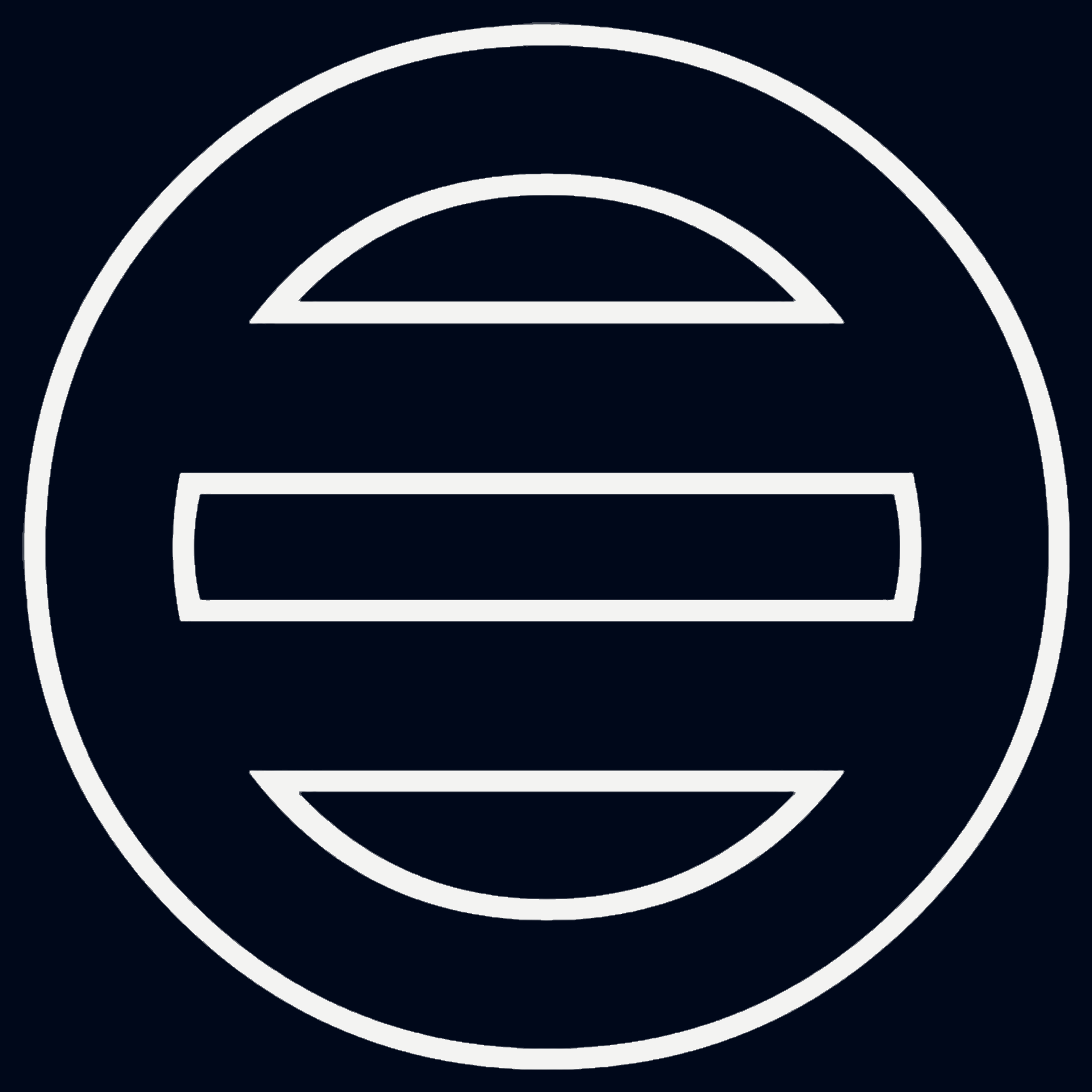
陰丸 に 二つ引き両

### 三つ引
3本の引両を描いたもの。「三つ引両（みつひきりょう）」は「揃い二つ引（そろいふたつひき）」と同様に三つ引を描いたもので、間隔は一定しない。吉川氏の使用がある。類似図案の家紋に算術に使用された算木を図案化した算木紋の「算木」がある。「三浦三つ引」は三浦氏の使用紋で、『見聞諸家紋』では、竪三つ引の「輪鼓引領」（立鼓三つ引〈りゅうご みつひき〉）が掲載されている。「分部三つ引」（わけべ みつひき）は三つ引きを波形に描く。近江大溝藩藩主家の分部氏使用紋。「丸の内に竪三つ引（まる の うち に たてみつひき）」は「丸の内に三つ引（まる の うち に みつひき）」を90度回転した図案である。伊達氏の使用がある。

三つ引両
三浦三つ引（中白）
分部三つ引
丸 に 三つ引
丸の内 に 三つ引
丸の内 に 竪三つ引

### 四つ引き～八つ引き・その他

食い違い七つ引

### 他の家紋との組み合わせ

九字 に 二つ引
六つ瓜 に 七つ引（相良瓜）
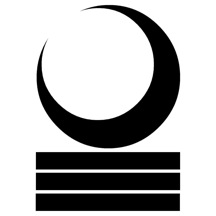
月 に 下三引両

## 使用家
足利氏・新田氏・足利将軍家からの引両紋の下賜（かし）により、足利氏一門（細川氏・斯波氏・畠山氏・吉良氏・今川氏・喜連川氏・石橋氏・一色氏 など）と家臣ら、さらに新田氏庶子家（里見氏・山名氏・徳川氏・額戸氏）ほかに三浦氏・伊達氏・吉川氏などが用いた。松浦氏など源氏を出自とする一族が用いることもある。